# جون فورد (لاعب كريكت)
جون فورد (5 مارس 1934 - )  (بالإنجليزية: John Ford)‏ هو لاعب كريكت بريطاني.